# Arthrosaura tyleri
Espèce
Synonymes
- Pantodactylus tyleri Burt & Burt 1931

Arthrosaura tyleri est une espèce de sauriens de la famille des Gymnophthalmidae.

## Répartition
Cette espèce est endémique de l'État d'Amazonas au Venezuela. Elle se rencontre à 1 750 m d'altitude sur le Cerro Duida.

## Étymologie
Cette espèce est nommée en l'honneur de Sidney F. Tyler.

## Publication originale
- Burt & Burt, 1931 : South American lizards in the collection of the American Museum of Natural History. Bulletin of the American Museum of Natural History, vol. 61, no 7, p. 227-395 (texte intégral).